# New Iceland
New Iceland oder Nýja Ísland ist der Name einer Region am Winnipegsee in der heutigen kanadischen Provinz Manitoba, die ihren Namen von Siedlern aus Island erhielt. Diese wurden hier ab 1875 angesiedelt.

## Geschichte
Zwischen etwa 1870 und 1914 verließen rund 17.000 Menschen Island, also etwa 15 % der Bevölkerung, um vor der wirtschaftlichen Not, die 1875 durch den Ausbruch des Vulkans Askja noch verschärft wurde, zu fliehen. 1874 brachte ein einziges Schiff über 350 Isländer nach Neuschottland in Kanada. Die meisten siedelten sich in Markland an, wo 1876 eine Volkszählung durchgeführt wurde.
1875 zog eine große Gruppe von Isländern von Ontario nach Manitoba. Sie verließ Kinmount am 25. September 1875, um zum Winnipegsee zu ziehen. Offenbar erwarteten sie dort gute Möglichkeiten für die Fischerei, doch erwies sich der See als wenig ertragreich. Hinzu kam, dass der erste Winter, der von 1875 auf 1876, besonders hart war. Die Vestur-Íslendingar (Isländer im Westen) nannten ihre Siedlung Nýja Ísland. Der um die Insel Hecla gelegene Teil ist heute Bestandteil des Hecla-Grindstone Provincial Park. Dort bestehen noch zahlreiche Gebäude aus dem 19. und frühen 20. Jahrhundert.
Bei Gimli entstand 1875 ein isländisches Reservat (reserve, analog zu Indian reserve), dennoch war das Gebiet nie unabhängig, auch wenn es erst 1880 an die Provinz Manitoba kam.  Es gehörte bis dahin zum District of Keewatin, also zu den Nordwest-Territorien. 1877 besuchte Lord Dufferin, Vizegouverneur und Stellvertreter des englischen Königshauses den neu gegründeten Ort.
Heute leben rund 26.000 Menschen in Manitoba, die isländische Vorfahren haben, und damit etwa 2,2 % der Bevölkerung. Umgekehrt lebt ein Drittel der Kanadier isländischer Abstammung in Manitoba.
Die Kultur der isländischen Vorfahren wird noch erkennbar gepflegt. So finden Festivals, wie der Íslendingadagurinn statt, und eine Zeitung, der Lögberg-Heimskringla erscheint wöchentlich in Winnipeg.
An der University of Manitoba existiert eine Islandabteilung, an der isländische Sprache und Literatur unterrichtet werden.